# Sônia Junqueira
Sonia Marta Junqueira, mais conhecida como Sonia Junqueira (Três Corações, 19 de abril de 1945), é uma professora e escritora brasileira.

## Biografia
Formada em Letras pela UFMG, foi professora de português e de teoria da literatura. Durante anos, editou livros didáticos na Abril Educação, em São Paulo. 
Com a coleção Estrelinha (Ática), estreou na literatura infantil em 1982 e ganhou, em 1983, o Prêmio Jannart Moutinho Ribeiro, vinculado ao Prêmio Jabuti, da Câmara Brasileira do Livro, como autora-revelação. Como autora, publicou livros didáticos de português para o ensino fundamental e mais  de 100 títulos de literatura infantil.
Em 2012, foi finalista do Prêmio Jabuti, categoria infantil, com o livro O Elefante Escravo do Coelho.